# Žilkův dub
Žilkův dub je památný strom nacházející se v lese Doubrava v okrese Hodonín, dva kilometry od Bzence-Přívozu, nedaleko lesní cesty vedoucí k turistické základně Littner a dále na Ratíškovice. Dub je vysoký 22 metrů, jeho kmen má obvod 4,8 metru a průměr koruny je zhruba 34 metry (je to největší strom České republiky spolu se stromem v Hýslích u zámku. Stáří stromu se odhaduje na tři sta let. Je jedním z mála pozůstatků původního dubového porostu, podle kterého se oblast nazývá Doubrava, ačkoli dnes zde rostou převážně borovice. V blízkosti stromu byla instalována informační tabule a altánek s posezením.

## Legenda
Ke stromu se vztahuje legenda o loupežníkovi, který se svou tlupou řádil v jeho okolí za časů velké bídy v druhé polovině 18. století. Údajně se jmenoval Vincenc Žilka a pocházel ze Skalice. Dlouho se nedal chytit, až vrchnost vypsala odměnu pro toho, kdo k němu ukáže cestu, a skutečně se našel pytlák, který Žilku zradil. Do nitra lesa se vypravilo vojsko, jenže lapka bystře vyšplhal do větví stromu a útokům odtud zdatně odolával. Bitka to byla nekonečná, jednomu z vojáků nakonec došly patrony, utrhl si tedy knoflík, nabil a loupežníka sestřelil.
Podle jiné verze voják vracející se z obchůzky uviděl v koruně dubu Žilku. Protože věděl, že mu kulka neublíží, nabil knoflík a loupežníka zastřelil.